# Simulium nigrimanum
Simulium nigrimanum är en tvåvingeart som beskrevs av Macquart 1838. Simulium nigrimanum ingår i släktet Simulium och familjen knott. Inga underarter finns listade i Catalogue of Life.